# 6. SS-Gebirgs-Division „Nord“
Die 6. SS-Gebirgs-Division „Nord“ war eine Division der Waffen-SS, die auf Befehl Heinrich Himmlers vom 15. Januar 1942 als SS-Kampfgruppe Nord aus in Norwegen stationierten Einheiten der Waffen-SS gebildet wurde.

## Geschichte

### Vorgeschichte
Am 28. Februar 1941 bildeten die 6., 7. und 9. SS-Totenkopf-Standarte in Nordnorwegen die SS-Kampfgruppe Nord, einen Verband in Brigadestärke. Beim Angriff auf die Sowjetunion war die Kampfgruppe im Verband des XXXVI. Armeekorps Ende Juni 1941 nicht in der Lage, die Stellungen der Roten Armee in Richtung nach Kandalakscha zu durchbrechen, und wurde zurückgeschlagen.

### Aufstellung
Bis September 1941 wurde die Kampfgruppe zur SS-Division Nord erweitert, bevor sie am 15. Januar 1942 zur SS-Gebirgs-Division „Nord“ umgewandelt wurde. Im Zuge der Durchnummerierung der Divisionen der Waffen-SS am 22. Oktober 1943 erhielt die Division die Nummer 6.

### Finnland und Norwegen
Die Division war die meiste Zeit des Krieges in Finnland und Norwegen eingesetzt.

### Verlegung an die Westfront
Im Dezember 1944 wurde sie an die Westfront verlegt und kämpfte im Rahmen des Angriffsunternehmens „Nordwind“ in den Vogesen.

### Rückzugskämpfe im Elsass und Saar-Mosel-Raum
Im Nordelsass und im Saar-Mosel-Dreieck um Trier wurde sie ab Februar 1945 in Verteidigungs- und Rückzugsgefechten gegen die 3. US-Armee eingesetzt. Anfang März sollte sie die Verteidigung des Rhein-Mosel-Raums um Koblenz im östlichen Vorderhunsrück verstärken.

### Neugliederung
Die Division bildeten im März 1945 das SS-Gebirgsjäger-Regiment 11 mit 3 Bataillonen (Kommandeur SS-Standartenführer Helmuth Raithel), das SS-Gebirgsjäger-Regiment 12 (3 Bataillone, Kdr. SS-Standartenführer Franz Schreiber), das SS-Artillerie-Regiment 6 (Kdr. SS-Sturmbannführer Goebel), die 4. Kompanie / SS-Aufklärungs-Abtl. 6, das SS-Pionier-Bataillon 6, die SS-Panzerjäger-Abteilung 6, eine SS-Flak-Abteilung und eine SS-Nachrichten-Abteilung 6.
Das SS-Gebirgsjäger-Regiment 12 wurde vorher zur Verteidigung der Stadt Trarbach (Mosel) abgezogen und fehlte der Division im Einsatzgebiet vor Koblenz. Das SS-Gebirgsjäger-Regiment 11 erreichte infolge von Material- und Treibstoffmangel dieses Einsatzgebiet nur gemeinsam mit der SS-Aufklärungs-Abteilung, zwei leichten SS-Artillerie-Abteilungen und Teilen der SS-Panzerjäger-Abteilung. Bis zum 17. März 1945 kam es zwischen Untermosel und den Hunsrückhöhen zu verlustreichen Gefechten dieser Kampfgruppe mit Infanterie- und Panzereinheiten der 90th US Infantry Division, bei denen 189 Angehörige der SS-Division fielen. Diese sind auf der Kriegsgräberstätte Pfaffenheck bestattet.

### Divisionsgruppe hinter amerikanischer Front
Ende März geriet die Division hinter die amerikanischen Linien und konnte, zahlenmäßig vom Feind weit unterschätzt, nach heftigen Abwehrkämpfen bei Bad Camberg im Raum Usingen rund 2000 Mann versammeln, darunter Angehörige der Kampfgruppe Weilburg sowie Angehörige von Heer und Luftwaffe. Im Glauben, Anschluss an eine in Wirklichkeit nicht existierende deutsche Verteidigungslinie bei Gelnhausen finden zu können, führte SS-Gruppenführer Brenner die Division unter teils heftigen Gefechten quer durch die Wetterau bis in den Büdinger Wald. Eine fast vollständig mit amerikanischen Beutefahrzeugen ausgerüstete motorisierte Kolonne, der in zwei Marschkolonnen aufgeteilten Division, nahm am 1. April den Ort Waldensberg ein. Die zweite Marschkolonne war überwiegend mit bespannten Fahrzeugen unterwegs. Dem amerikanischen Oberkommando wurde bald klar, dass man es nicht nur um eine, aus geschätzten 600 Nachzüglern der Wehrmacht bestehende Gruppe, zu tun hatten, sondern dass eine etwa 2000 Mann starke Waffen-SS-Division die Nachschubrouten der US-Einheiten sowie deren Hauptquartier in Lauterbach bedrohte, sondern sich hinter den eigenen Fronttruppen bewegte. Zuvor hatten Teile der Division ein Feldlazarett sowie eine Instandsetzungskompanie der US-Army gefangen nehmen können. Nach einem erfolgreichen Angriff der Amerikaner zogen sich die verbliebenen deutschen Verbände nach Leisenwald zurück, wo sie am 3. April eingekesselt und aufgerieben wurden. Waldensberg und Leisenwald wurden bei den Kämpfen weitgehend zerstört. Die verbliebenen 800 kampffähigen Angehörigen der Division sowie Einheiten von Heer und Luftwaffe entkamen nachts – von den Amerikanern unbemerkt und unter Zurücklassen von Verwundeten, Sanitätern und fast ihrer gesamten Feldausrüstung – in den Büdinger Wald, wo sie letztendlich gestellt und gefangen genommen wurden. Die 6. SS-Gebirgs-Division „Nord“ war vollständig zerschlagen.

### Vernichtung
Bis zum 3. April kam es im Raum nördlich von Büdingen vielerorts zu kleineren Gefechten zwischen US-Einheiten und deutschen Soldaten. Die Angehörigen der „Nord“ kämpften bis zur vollständigen Auflösung und zeigten sich auch nach der Gefangennahme nicht kooperativ. Von Misshandlungen von amerikanischen Kriegsgefangenen, insbesondere an den afroamerikanischen der Instandsetzungskompanie oder Krankenschwestern, ist nichts bekannt. Konnte man sie nicht weiter mitführen, wurden sie zurückgelassen.
Das SS-Gebirgs-Jäger-Regiment 12, das Mitte März 1945 von der Division getrennt wurde, kämpfte unter der Führung von SS-Standartenführer Franz Schreiber noch bis Kriegsende, jedoch mit erheblichen Einschränkungen in Führungs- und Kommunikationsstruktur sowie untereinander versprengt.
Es ergab sich schließlich in Bayern den Amerikanern.

## Gliederung
Ab 1943 war die Division folgendermaßen gegliedert:
- SS-Gebirgs-Jäger-Regiment 11 „Reinhard Heydrich“
- SS-Gebirgs-Jäger-Regiment 12 „Michael Gaißmair“
- SS-Infanterie-Regiment (mot) 5
  - SS-Infanterie-Bataillon 9
  - SS-Panzer-Grenadier-Bataillon 506
  - SS-Schützen-Bataillon „Nord“ (mot) 6
  - SS-Jäger Schi-Bataillon „Norge“[5] (1942/43: Skikompanie „Norge“)
- SS-Gebirgs-Artillerie-Regiment 6
  - SS-Werfer-Abteilung 6
  - SS-Flak-Abteilung 6
  - SS-Gebirgs-Aufklärungs-Abteilung (mot) 6
  - SS-Gebirgs-Nachrichten-Abteilung 6
  - SS-Gebirgs-Pionier-Bataillon 6
  - SS-Feldersatz-Bataillon 6
    - 2 u. 3 SS-og-Politi-Kompanien (norwegische Einheiten)

- Divisionstruppen
  - SS-Instandsetzungs-Abteilung 6
  - SS-Gebirgs-Sanitäts-Abteilung 6
  - SS-Wirtschafts-Bataillon 6
  - SS-Verwaltungstruppen-Abteilung 6
  - SS-Feldhundetruppen-Abteilung 6
    - SS-Bekleidungs-Kompanie 6
    - SS-Veterinär-Kompanie 6
      - SS-Gebirgs-Kriegsberichter-Zug 6
      - SS-Feldgendarmerie-Zug 6

## Kommandeure
- 28. Februar bis 15. Mai 1941 SS-Brigadeführer und Generalmajor der Waffen-SS Richard Herrmann
- 15. Mai 1941 bis 20. April 1942 SS-Brigadeführer und Generalmajor der Waffen-SS Karl Demelhuber
- 20. April 1942 bis 15. Dezember 1943 Generalmajor der Waffen-SS (ab 30. Januar 1944 auch SS-Brigadeführer) Matthias Kleinheisterkamp
- 15. Dezember 1943 bis 14. Juni 1944 SS-Gruppenführer und Generalleutnant der Waffen-SS Lothar Debes
- 14. Juni bis 23. August 1944 SS-Obergruppenführer und General der Waffen-SS Friedrich-Wilhelm Krüger
- 23. August bis 1. September 1944 SS-Standartenführer Gustav Lombard
- 1. September 1944 bis 2. April 1945 SS-Gruppenführer und Generalleutnant der Polizei Karl Jakob Heinrich Brenner
- 2. April bis 8. Mai 1945 SS-Standartenführer Franz Schreiber[1]

## Bekannte Divisionsangehörige
- Werner Ballauff (1890–1973), war von 1933 bis 1936, für die NSDAP, Mitglied des Reichstages
- Hans Dietz (1908–1993), war ein KZ-Arzt im KZ Dachau und im KZ Flossenbürg
- Johann Feil (1896–1957), war ein österreichischer SS-Oberführer und Befehlsgeber für die Morde in der Pogromnacht am 9. November 1938 in Innsbruck
- Oskar Feldtänzer (1922–2009), war ein jugoslawiendeutscher Autor mit Schwerpunkt auf der Erforschung der Ansiedlungsgeschichte der Donauschwaben und landsmannschaftlicher Funktionär in Österreich
- Karl-Josef Fischer (1903–1992), war ein KZ-Arzt im KZ Auschwitz und im KZ Sachsenhausen
- Aribert Heim (1914–1992), war ein KZ-Arzt im KZ Mauthausen
- Julius Jung (1914–1944), war ein KZ-Arzt im KZ Sachsenhausen und im KZ Auschwitz
- Eduard Klug (1901–1982), war ein KZ-Arzt im KZ Sachsenhausen
- Armin D. Lehmann (1928–2008), Journalist und Autor
- Karl-Werner Maaßen (1910–?), war ein KZ-Arzt im KZ Buchenwald
- Walter Pongs (1911–?), war ein KZ-Arzt im KZ Buchenwald
- Josef Riegler (1922–1947), war ein verurteilter Kriegsverbrecher
- Hugo-Heinz Schmick (1909–1982), war ein KZ-Arzt im KZ Sachsenhausen
- Eduard Wirths (1909–1945), war SS-Standortarzt und KZ-Arzt in Auschwitz
- Karl Wotke (1912–1969), war ein KZ-Arzt im KZ Auschwitz